# Saignes (Cantal)
Pour les articles homonymes, voir Saignes.
Saignes (Sanhas en occitan) est une commune française située dans le département du Cantal, en région Auvergne-Rhône-Alpes.

## Géographie

### Localisation
La commune de Saignes fait partie du canton du même nom et de l'arrondissement de Mauriac. Elle est située dans le nord du Cantal à 480 mètres d'altitude et elle est proche du parc naturel régional des volcans d'Auvergne. La commune est arrosée par la Sumène, un affluent de la Dordogne.
| Ydes   | Ydes    | Vebret     |
| Ydes   | Saignes |            |
| Vebret |         | Le Monteil |

### Climat
Pour des articles plus généraux, voir Climat d'Auvergne-Rhône-Alpes et Climat du Cantal.
En 2010, le climat de la commune est de type climat des marges montargnardes, selon une étude du CNRS s'appuyant sur une série de données couvrant la période 1971-2000. En 2020, Météo-France publie une typologie des climats de la France métropolitaine dans laquelle la commune est exposée à un climat de montagne ou de marges de montagne et est dans la région climatique  Ouest et nord-ouest du Massif Central, caractérisée par une pluviométrie annuelle de 900 à 1 500 mm, maximale en automne et en hiver. 
Pour la période 1971-2000, la température annuelle moyenne est de 10,8 °C, avec une amplitude thermique annuelle de 15,5 °C. Le cumul annuel moyen de précipitations est de 1 146 mm, avec 12,7 jours de précipitations en janvier et 8,1 jours en juillet. Pour la période 1991-2020, la température moyenne annuelle observée sur la station météorologique installée sur la commune est de 11,3 °C et le cumul annuel moyen de précipitations est de 987,0 mm,. Pour l'avenir, les paramètres climatiques de la commune estimés pour 2050 selon différents scénarios d'émission de gaz à effet de serre sont consultables sur un site dédié publié par Météo-France en novembre 2022.
| Mois                                  | jan.            | fév.           | mars           | avril         | mai           | juin           | jui.          | août          | sep.            | oct.          | nov.           | déc.           | année     |
| ------------------------------------- | --------------- | -------------- | -------------- | ------------- | ------------- | -------------- | ------------- | ------------- | --------------- | ------------- | -------------- | -------------- | --------- |
| Température minimale moyenne (°C)     | −0,9            | −1,1           | 1,4            | 3,6           | 7,2           | 10,8           | 12,6          | 12,2          | 8,7             | 6,3           | 2,4            | −0,2           | 5,3       |
| Température moyenne (°C)              | 3,7             | 4,3            | 7,6            | 10,1          | 13,9          | 17,6           | 19,7          | 19,6          | 15,7            | 12,1          | 7,2            | 4,3            | 11,3      |
| Température maximale moyenne (°C)     | 8,2             | 9,7            | 13,8           | 16,6          | 20,6          | 24,5           | 26,8          | 26,9          | 22,7            | 18            | 12,1           | 8,7            | 17,4      |
| Record de froid (°C) date du record   | −25 09.01.1985  | −16,5 07.02.12 | −15,3 01.03.05 | −6 08.04.21   | −2,7 03.05.21 | 0,2 04.06.1984 | 3,5 17.07.00  | 2 29.08.1998  | −1,2 14.09.1996 | −7,7 25.10.03 | −12 24.11.1998 | −13,8 24.12.01 | −25 1985  |
| Record de chaleur (°C) date du record | 18,2 21.01.1997 | 26,8 27.02.19  | 27,1 14.03.12  | 30,7 09.04.11 | 33,5 29.05.01 | 38,6 28.06.19  | 39,4 16.07.15 | 40,1 12.08.03 | 34,5 12.09.22   | 29,5 02.10.11 | 25,8 08.11.15  | 22 16.12.1989  | 40,1 2003 |
| Précipitations (mm)                   | 68,4            | 60,7           | 64,8           | 89,4          | 96            | 87,5           | 84,1          | 79,7          | 89,5            | 88,5          | 97,3           | 81,1           | 987       |

## Urbanisme

### Typologie
Au 1er janvier 2024, Saignes est catégorisée commune rurale à habitat dispersé, selon la nouvelle grille communale de densité à 7 niveaux définie par l'Insee en 2022.
Elle est située hors unité urbaine. Par ailleurs la commune fait partie de l'aire d'attraction de Bort-les-Orgues, dont elle est une commune de la couronne,. Cette aire, qui regroupe 11 communes, est catégorisée dans les aires de moins de 50 000 habitants,.

### Occupation des sols
L'occupation des sols de la commune, telle qu'elle ressort de la base de données européenne d’occupation biophysique des sols Corine Land Cover (CLC), est marquée par l'importance des territoires agricoles (65,9 % en 2018), en diminution par rapport à 1990 (68,8 %). La répartition détaillée en 2018 est la suivante : 
prairies (50,7 %), forêts (23,1 %), zones agricoles hétérogènes (15,2 %), zones urbanisées (11,1 %). L'évolution de l’occupation des sols de la commune et de ses infrastructures peut être observée sur les différentes représentations cartographiques du territoire : la carte de Cassini (XVIIIe siècle), la carte d'état-major (1820-1866) et les cartes ou photos aériennes de l'IGN pour la période actuelle (1950 à aujourd'hui).

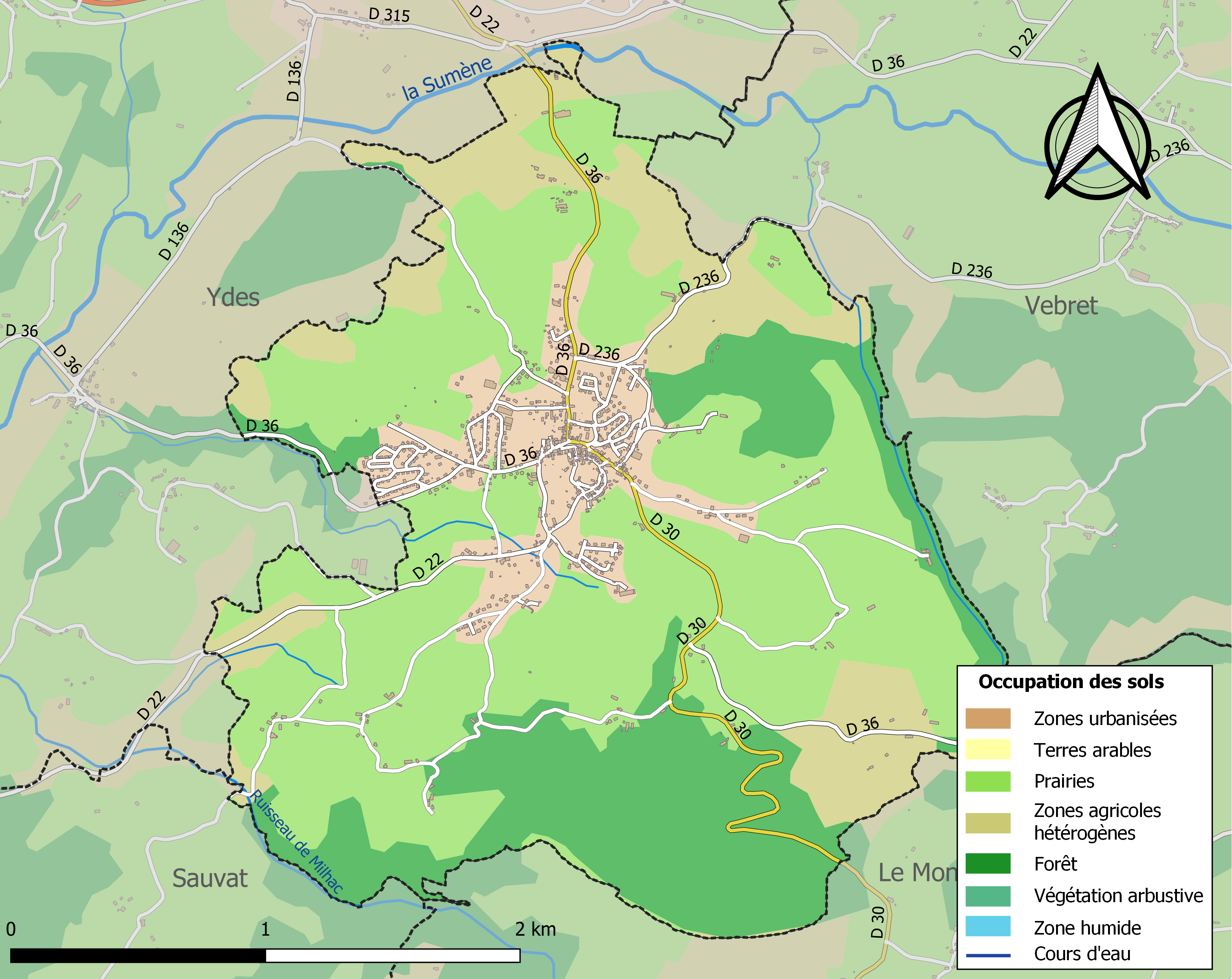
Carte des infrastructures et de l'occupation des sols de la commune en 2018 (CLC).

### Habitat et logement
En 2018, le nombre total de logements dans la commune était de 564, alors qu'il était de 556 en 2013 et de 531 en 2008.
Parmi ces logements, 73,9 % étaient des résidences principales, 10,9 % des résidences secondaires et 15,2 % des logements vacants. Ces logements étaient pour 80,2 % d'entre eux des maisons individuelles et pour 19,6 % des appartements.
Le tableau ci-dessous présente la typologie des logements à Saignes en 2018 en comparaison avec celle du Cantal et de la France entière. Une caractéristique marquante du parc de logements est ainsi une proportion de résidences secondaires et logements occasionnels (10,9 %) inférieure à celle du département (20,4 %) mais supérieure à celle de la France entière (9,7 %). Concernant le statut d'occupation de ces logements, 68,8 % des habitants de la commune sont propriétaires de leur logement (66,9 % en 2013), contre 70,4 % pour le Cantal et 57,5 pour la France entière.
| Typologie                                               | Saignes | Cantal | France entière |
| ------------------------------------------------------- | ------- | ------ | -------------- |
| Résidences principales (en %)                           | 73,9    | 67,7   | 82,1           |
| Résidences secondaires et logements occasionnels (en %) | 10,9    | 20,4   | 9,7            |
| Logements vacants (en %)                                | 15,2    | 11,9   | 8,2            |

## Histoire
Le bourg de Saignes, fondé à l'époque gallo-romaine, a été jusqu'en 2015 le chef-lieu du canton de Saignes qui couvrait douze communes et qui, avec les quatre communes du canton de Champs-sur-Tarentaine-Marchal, ont constitué la communauté de communes Sumène Artense (16 communes).

## Politique et administration

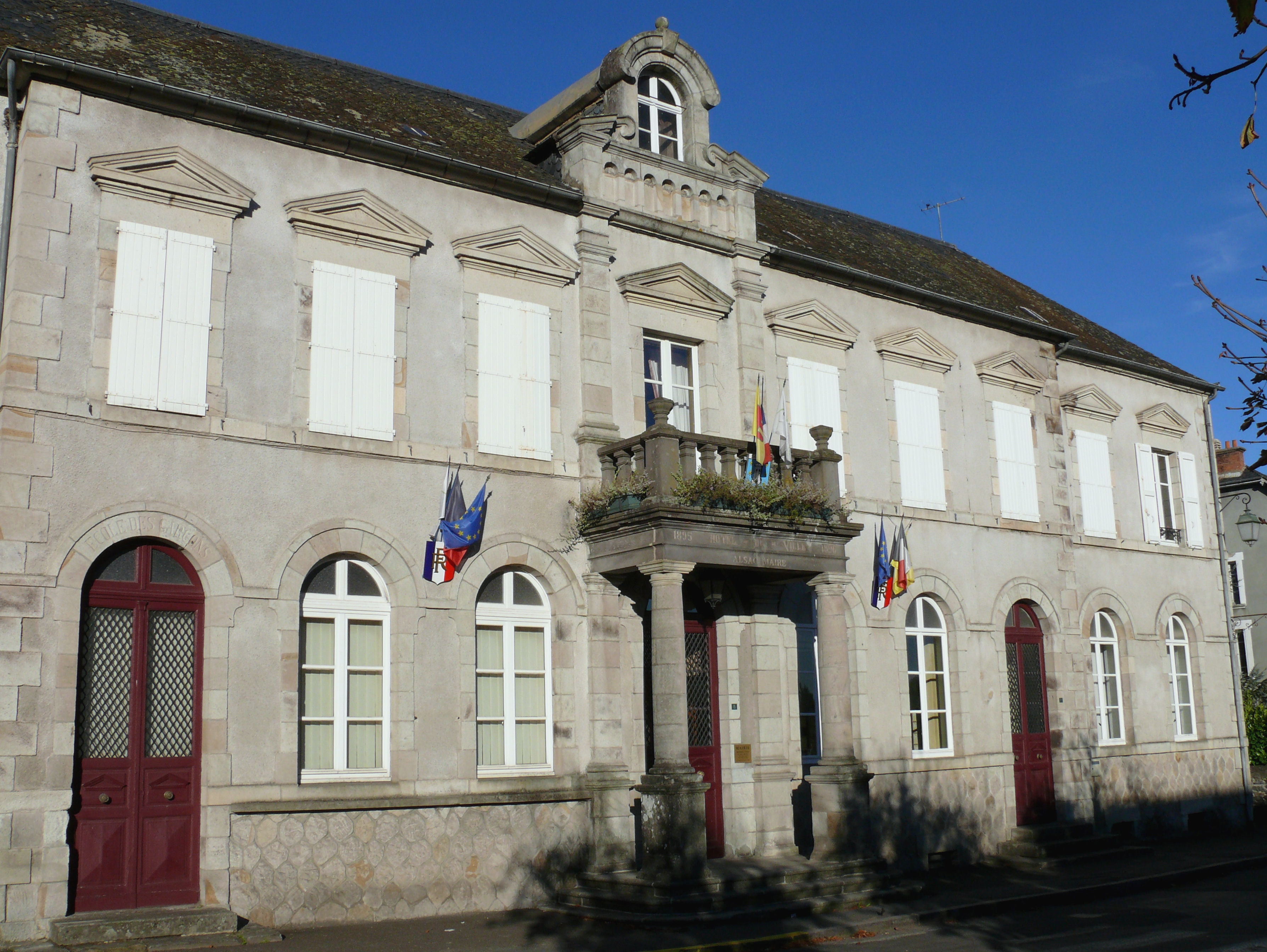
Mairie.

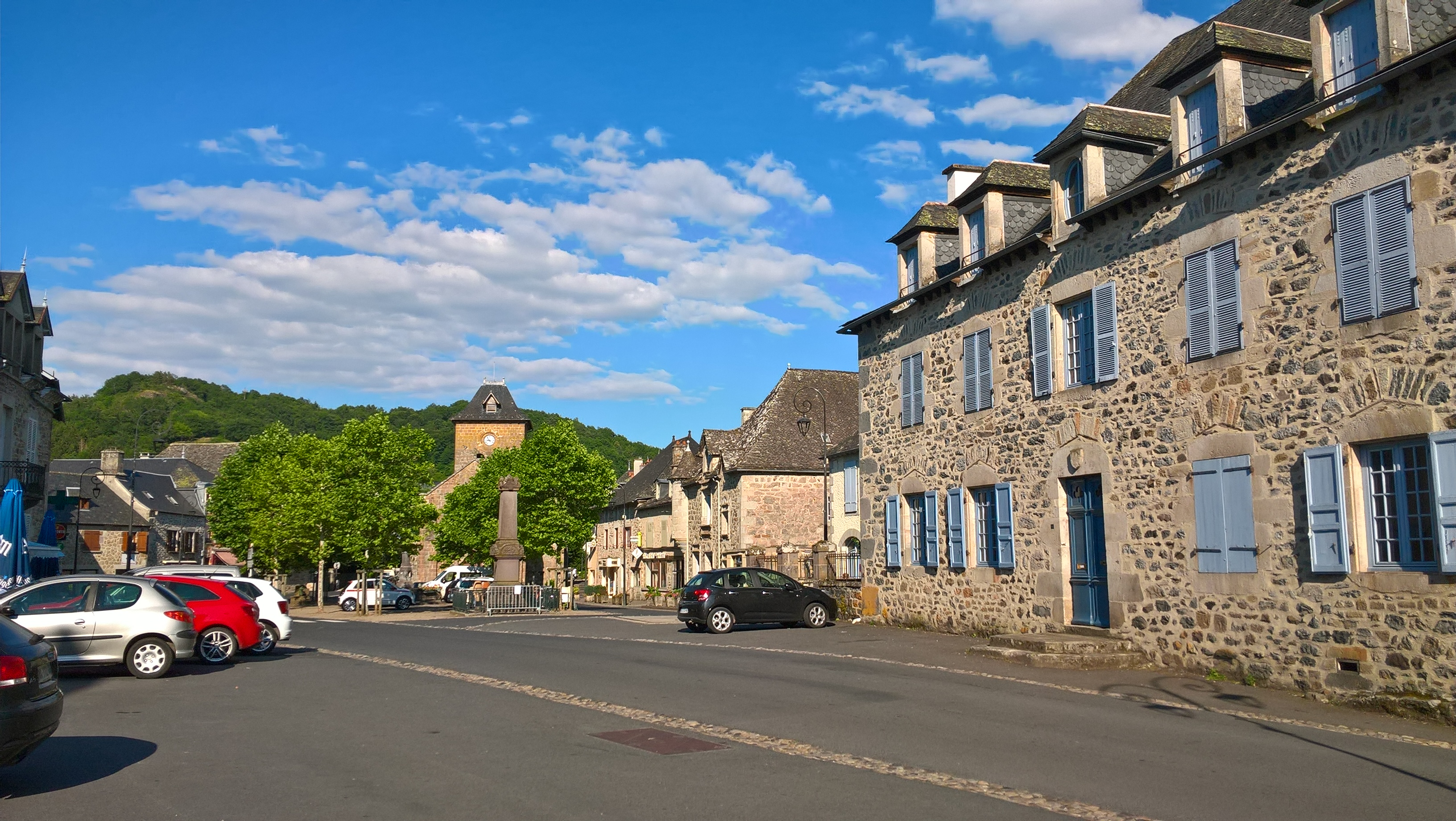
Place de l'église.

| Période                                  | Période   | Identité       | Étiquette | Qualité  |
| ---------------------------------------- | --------- | -------------- | --------- | -------- |
| Les données manquantes sont à compléter. |           |                |           |          |
| avant 1981                               | ?         | Pierre Besse   |           |          |
| mars 2001                                | mars 2008 | Robert Maigret |           |          |
| mars 2008                                | 2020      | Hervé Goutille |           | Retraité |
| 2020                                     | En cours  | Éric Moulier   | DVG       | Éleveur  |

## Population et société

### Démographie

#### Évolution démographique
L'évolution du nombre d'habitants est connue à travers les recensements de la population effectués dans la commune depuis 1793. Pour les communes de moins de 10 000 habitants, une enquête de recensement portant sur toute la population est réalisée tous les cinq ans, les populations de référence des années intermédiaires étant quant à elles estimées par interpolation ou extrapolation. Pour la commune, le premier recensement exhaustif entrant dans le cadre du nouveau dispositif a été réalisé en 2004.

En 2022, la commune comptait 821 habitants, en évolution de −2,84 % par rapport à 2016 (Cantal : −1,08 %, France hors Mayotte : +2,11 %).
| 1793 | 1800 | 1806 | 1821 | 1831 | 1836 | 1841 | 1846 | 1851 |
| ---- | ---- | ---- | ---- | ---- | ---- | ---- | ---- | ---- |
| 560  | 570  | 614  | 543  | 511  | 674  | 617  | 625  | 606  |

| 1856 | 1861 | 1866 | 1872 | 1876 | 1881 | 1886 | 1891 | 1896 |
| ---- | ---- | ---- | ---- | ---- | ---- | ---- | ---- | ---- |
| 589  | 525  | 549  | 570  | 555  | 587  | 593  | 592  | 615  |

| 1901 | 1906 | 1911 | 1921 | 1926 | 1931 | 1936 | 1946 | 1954 |
| ---- | ---- | ---- | ---- | ---- | ---- | ---- | ---- | ---- |
| 605  | 596  | 585  | 528  | 540  | 580  | 624  | 584  | 584  |

| 1962 | 1968 | 1975 | 1982 | 1990  | 1999  | 2004 | 2006 | 2009 |
| ---- | ---- | ---- | ---- | ----- | ----- | ---- | ---- | ---- |
| 642  | 702  | 735  | 957  | 1 009 | 1 006 | 918  | 898  | 892  |

| 2014 | 2019 | 2022 | - | - | - | - | - | - |
| ---- | ---- | ---- | - | - | - | - | - | - |
| 860  | 820  | 821  | - | - | - | - | - | - |

#### Pyramide des âges
La population de la commune est relativement âgée. En 2020, le taux de personnes d'un âge inférieur à 30 ans s'élève à 17 %, soit un taux inférieur à la moyenne départementale (26,7 %). À l'inverse, le taux de personnes d'un âge supérieur à 60 ans (51,5 %) est supérieur au taux départemental (36,3 %).
En 2020, la commune comptait 382 hommes pour 439 femmes, soit un taux de 53,47 % de femmes, supérieur au taux départemental (51,16 %).
Les pyramides des âges de la commune et du département s'établissent comme suit :
| Hommes | Classe d’âge | Femmes |
| ------ | ------------ | ------ |
| 1      | 90 ou +      | 7,1    |
| 16,3   | 75-89 ans    | 24     |
| 27,3   | 60-74 ans    | 26,3   |
| 24,4   | 45-59 ans    | 17,8   |
| 10,4   | 30-44 ans    | 10,9   |
| 11     | 15-29 ans    | 8      |
| 9,6    | 0-14 ans     | 5,9    |

| Hommes | Classe d’âge | Femmes |
| ------ | ------------ | ------ |
| 1,2    | 90 ou +      | 3,1    |
| 10,1   | 75-89 ans    | 13,5   |
| 22,9   | 60-74 ans    | 22,6   |
| 21,8   | 45-59 ans    | 20,5   |
| 16,1   | 30-44 ans    | 15,2   |
| 13,8   | 15-29 ans    | 11,9   |
| 14,2   | 0-14 ans     | 13,3   |

### Sports et loisirs
Le village de Saignes possède deux équipes de football. L'une joue en Excellence (Départemental 2) et l'autre en 1re division de district (Départemental 4). Le Saignes Football Club compte plus de 40 licenciés et évolue au stade Bellevue. Le club a été champion de 4e division lors de la saison 1999-2000, 1er du championnat de 3e division lors de la saison 2000-2001, 1er du championnat de 2e division lors de la saison 2001-2002, vainqueur de la Coupe Barrès lors de la saison 2001-2002, 1er du championnat de 1re division lors de la saison 2009-2010, 1er du championnat de 1re division lors de la saison 2015-2016. Lors de la saison 2016-2017, l'équipe première du Saignes Football Club atteint le 3e tour de la Coupe de France de Football et rencontrera le CS Volvic alors en National 3.[réf. nécessaire]

## Culture locale et patrimoine

### Lieux et monuments
Saignes est une petite commune typiquement cantalienne agréable à visiter tout au long de l'année.
- Sa richesse patrimoniale s'exprime au travers de l'église Sainte-Croix[17], de style roman auvergnat, datant du XIIe siècle, et située sur la place du village.
La construction de l'église doit remonter au XIIe siècle. On note qu'Odon de Saignes a participé à la première croisade, à partir de 1095. L'architecture de l'église a peut-être été influencée par les églises qu'il avait pu voir pendant cette croisade.
L'église a d'abord été placée sous le vocable de Saint-André avant d'être dédiée à la Sainte-Croix. Le patron de la paroisse est saint Roch, probablement à la suite de deux épidémies de peste. Les morts avaient été si nombreux qu'il avait fallu enterrer les morts hors du cimetière.
L'église avait été construite sur un plan simple : nef unique rectangulaire se terminant sur une abside semi-circulaire voûtée en cul-de-four. En 1624-1627, on a ajouté deux chapelles latérales, la chapelle du Rosaire et la chapelle Sainte-Anne.
La façade comprend un portail surmonté d'une arcade et de demi-arcades de part et d'autre retombant sur deux colonnes encadrant la porte.
Le clocher, rasé en 1793, a été rétabli en 1850, puis surélevé de 2,60 m en 1990.

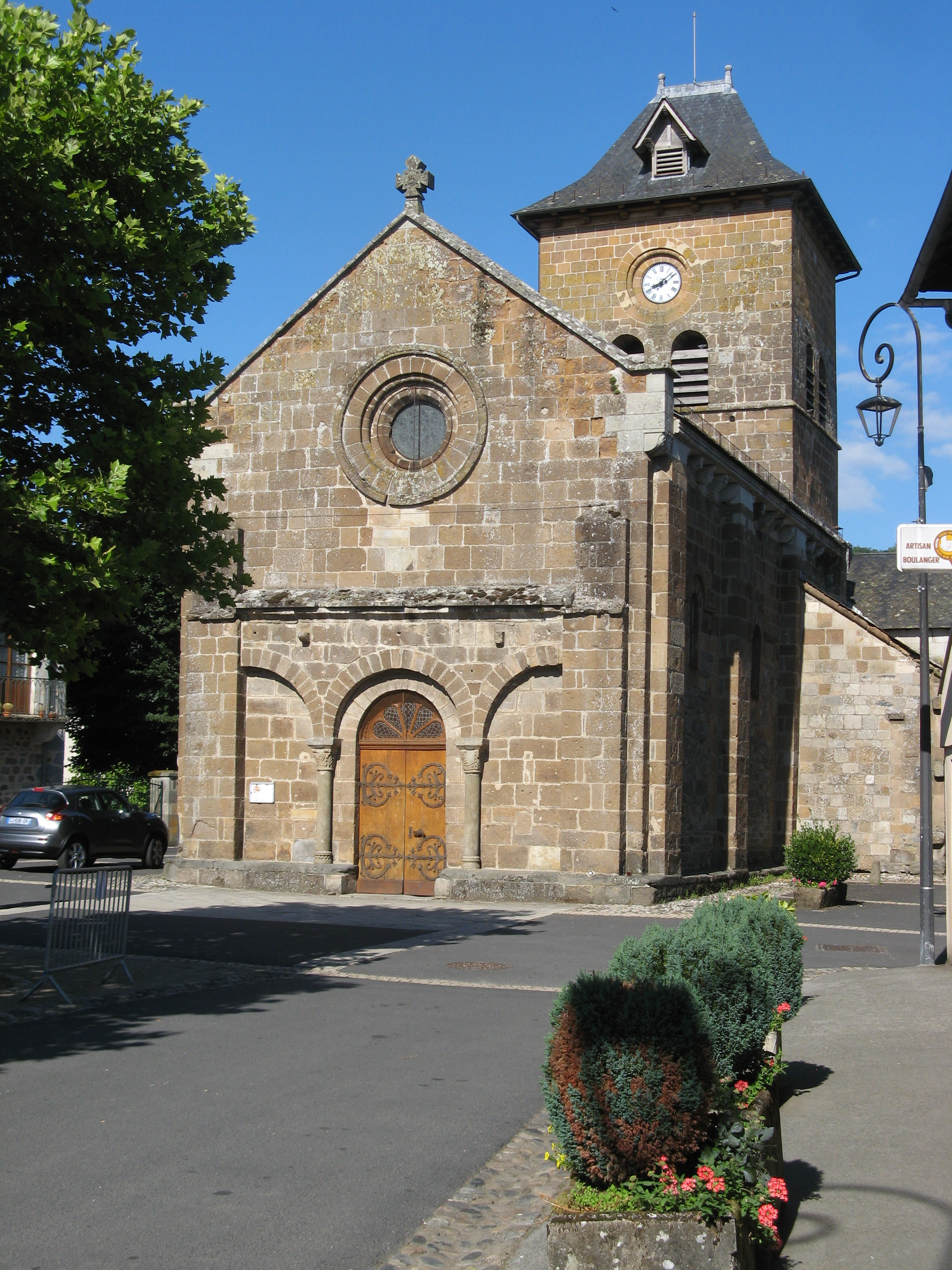
Église Sainte-Croix - façade.
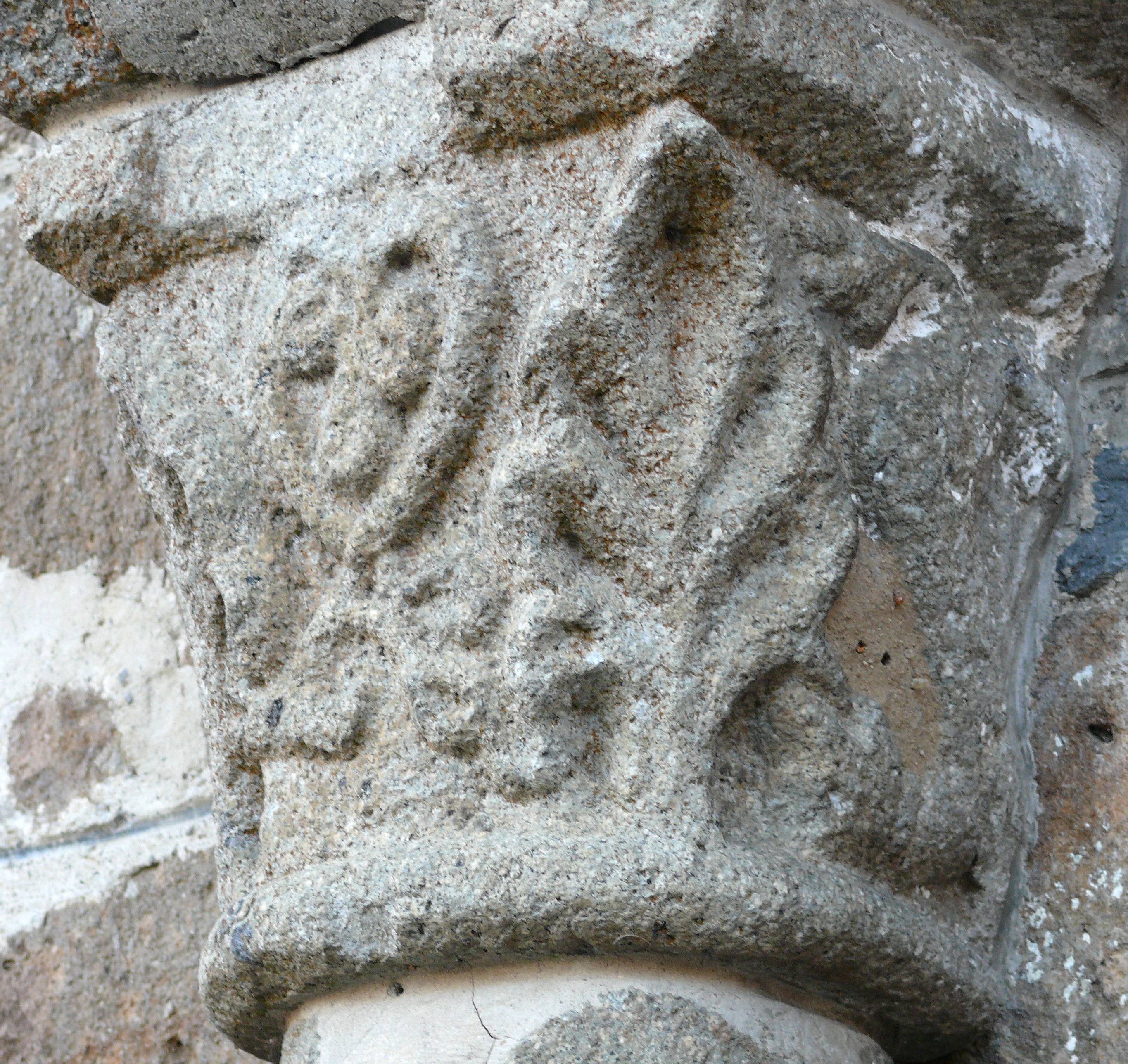
Chapiteau de la façade.
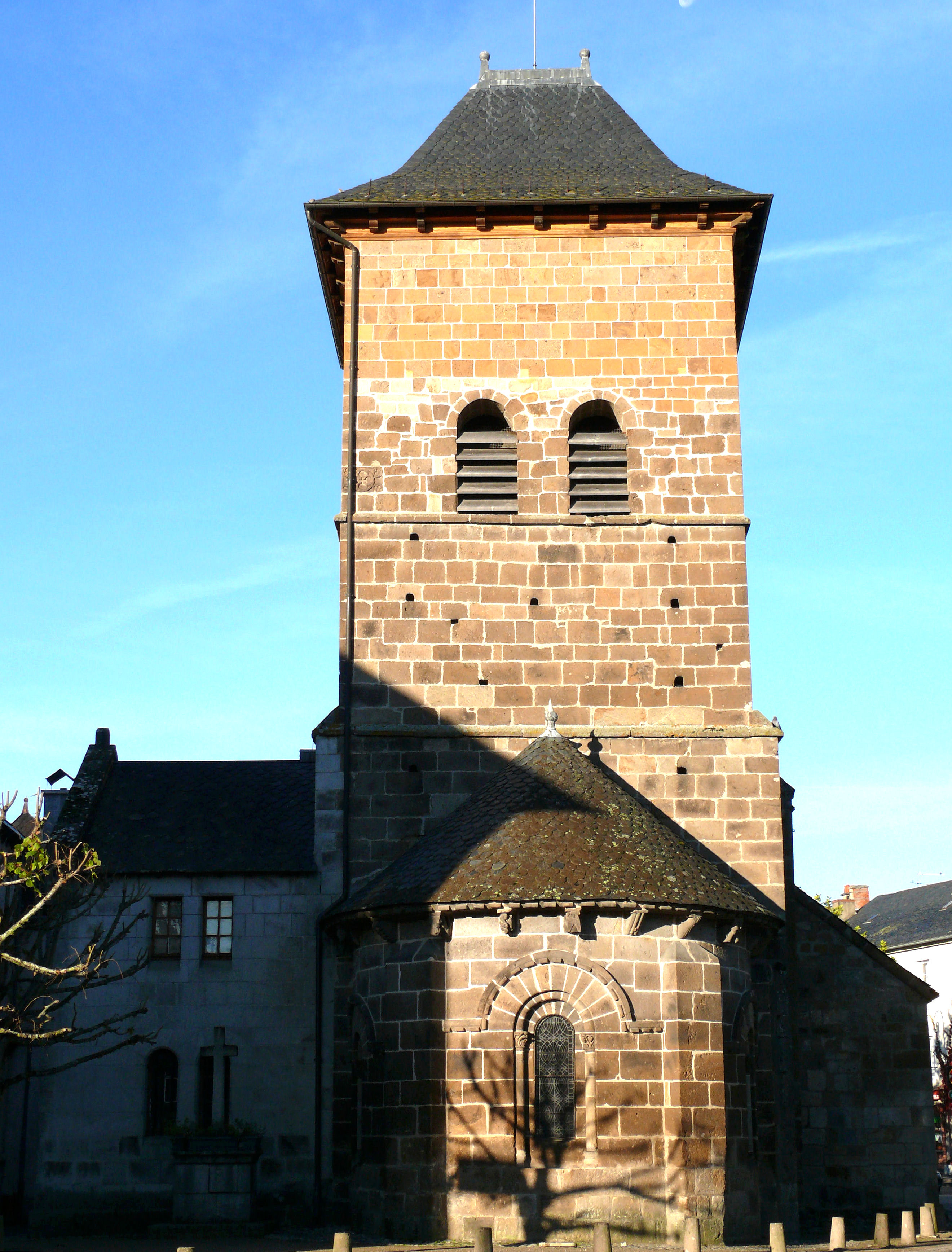
Chevet et chapiteau.
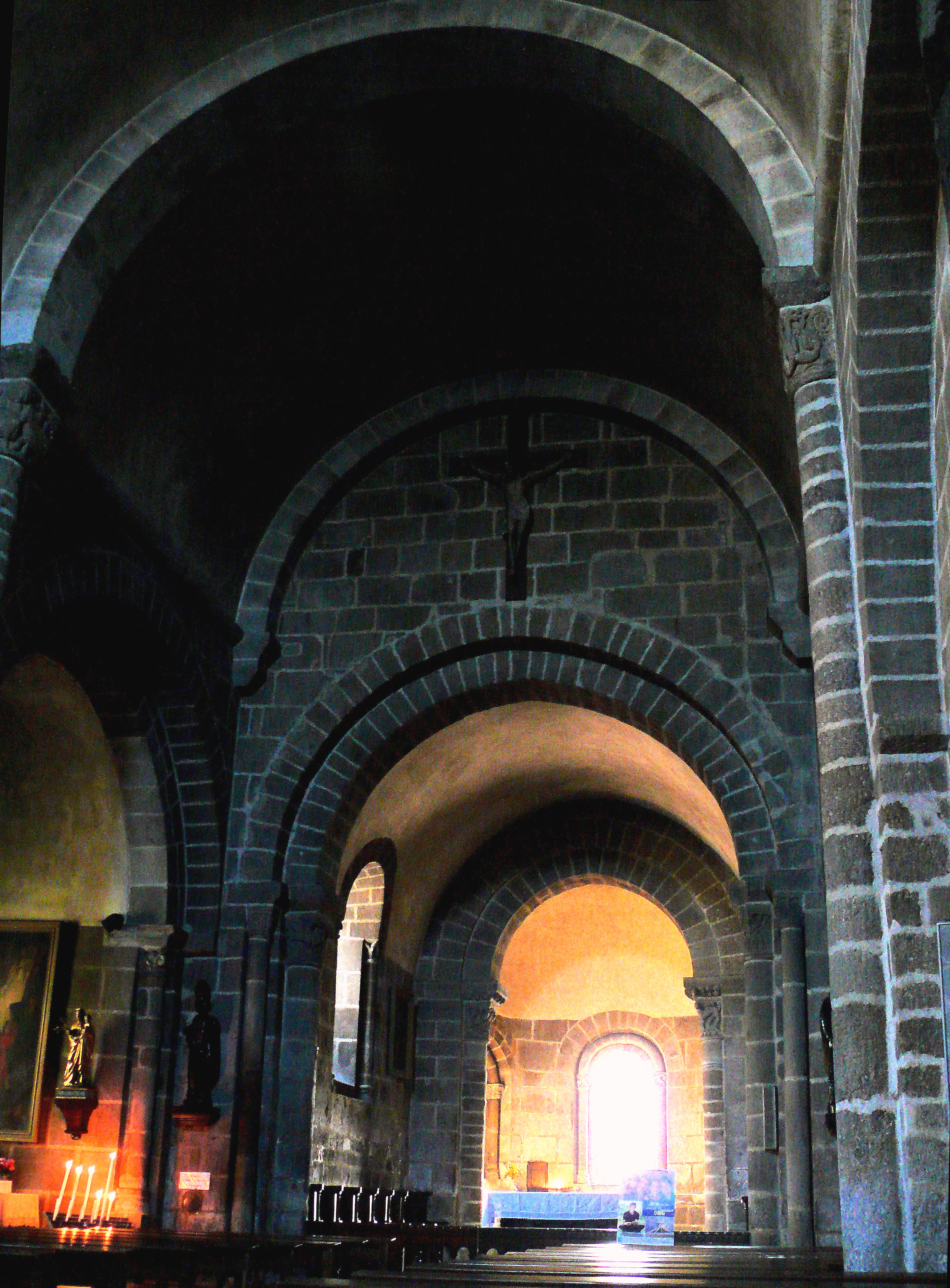
Nef.

- Sur la colline dominant le village, sur laquelle se trouvait le château, il y a la chapelle Notre-Dame du Château[18], un édifice du XIIe siècle classé monument historique au sommet d'un piton rocheux.

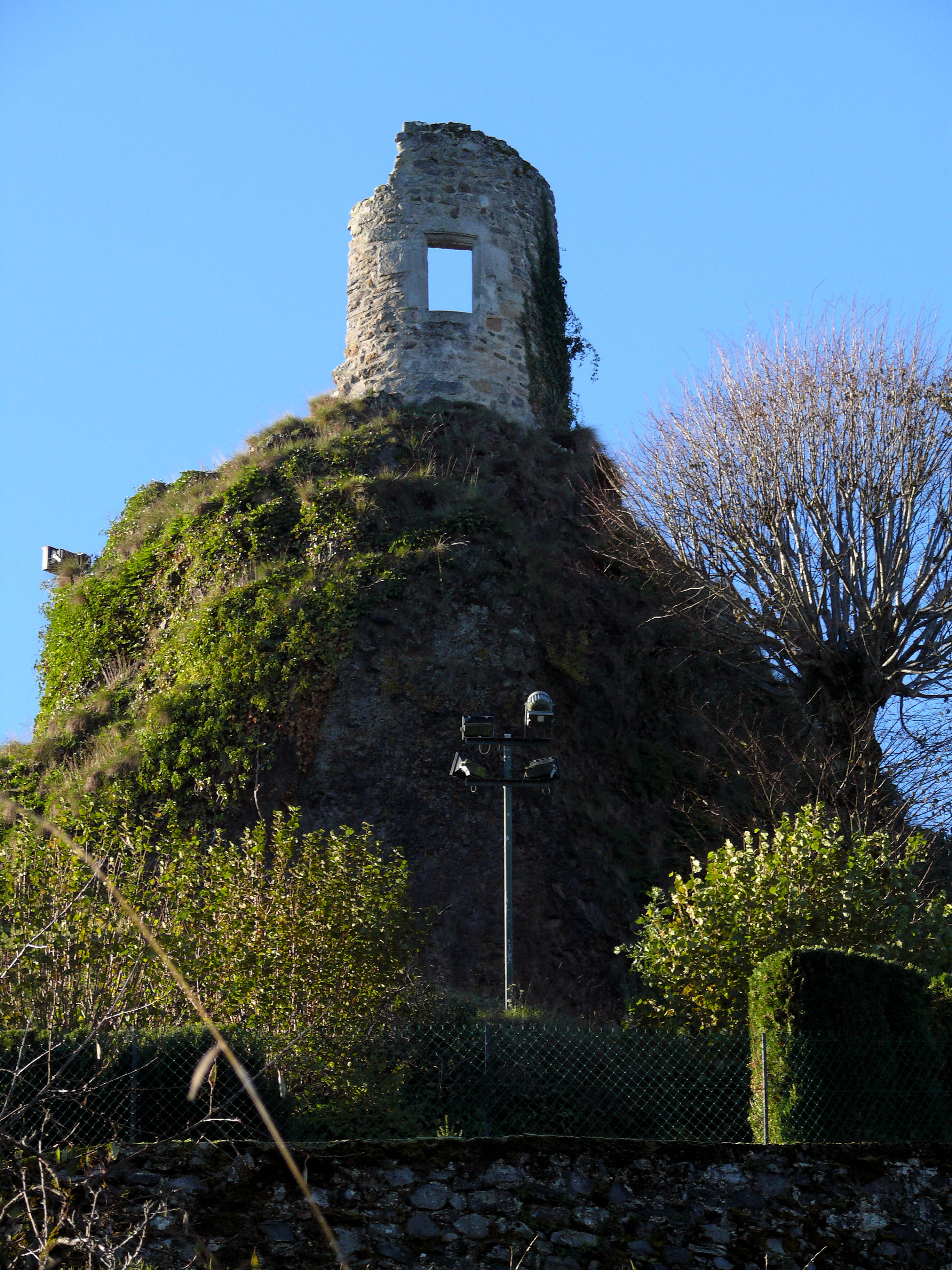
Vestiges du château.
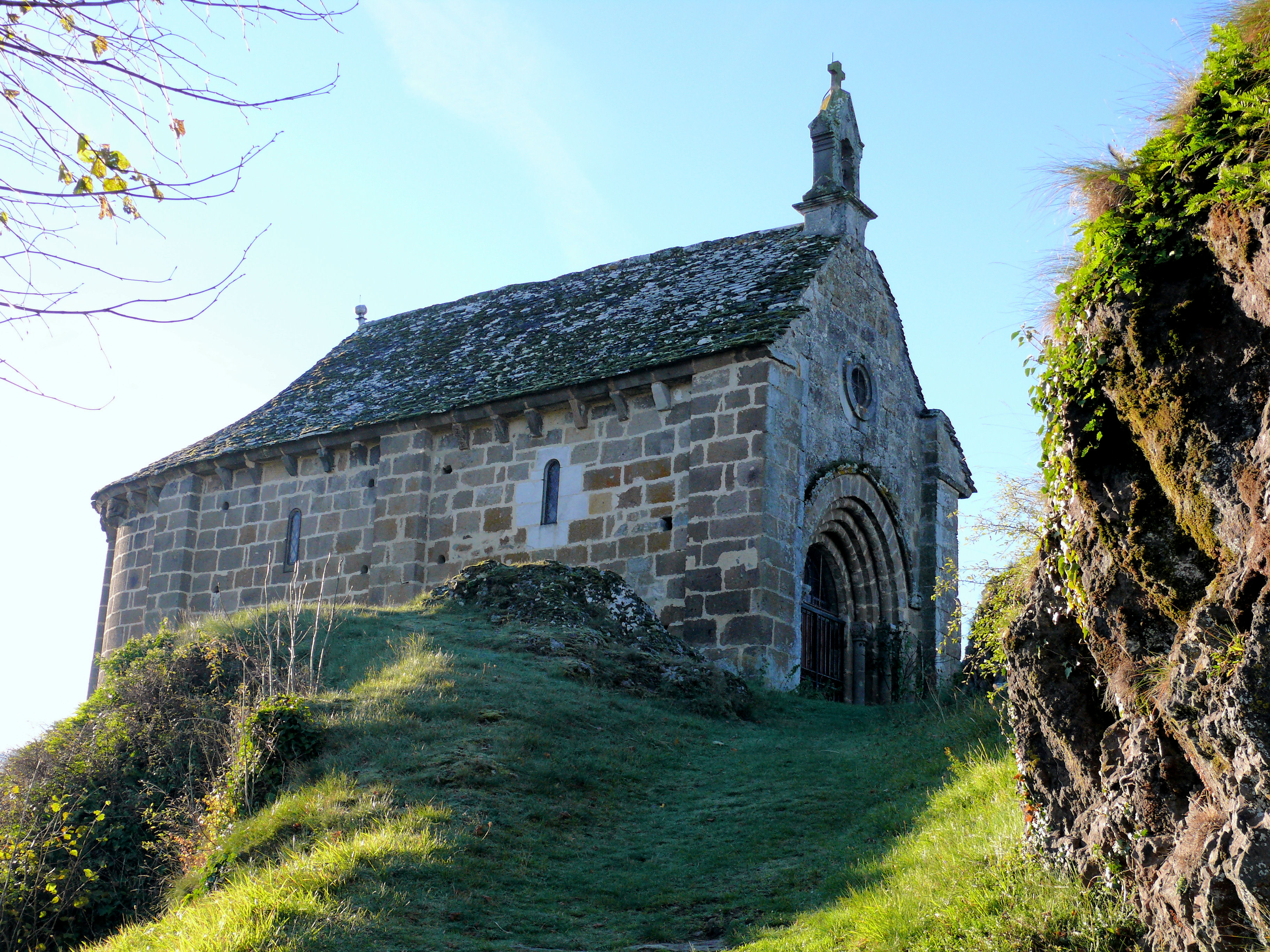
Chapelle du château.<
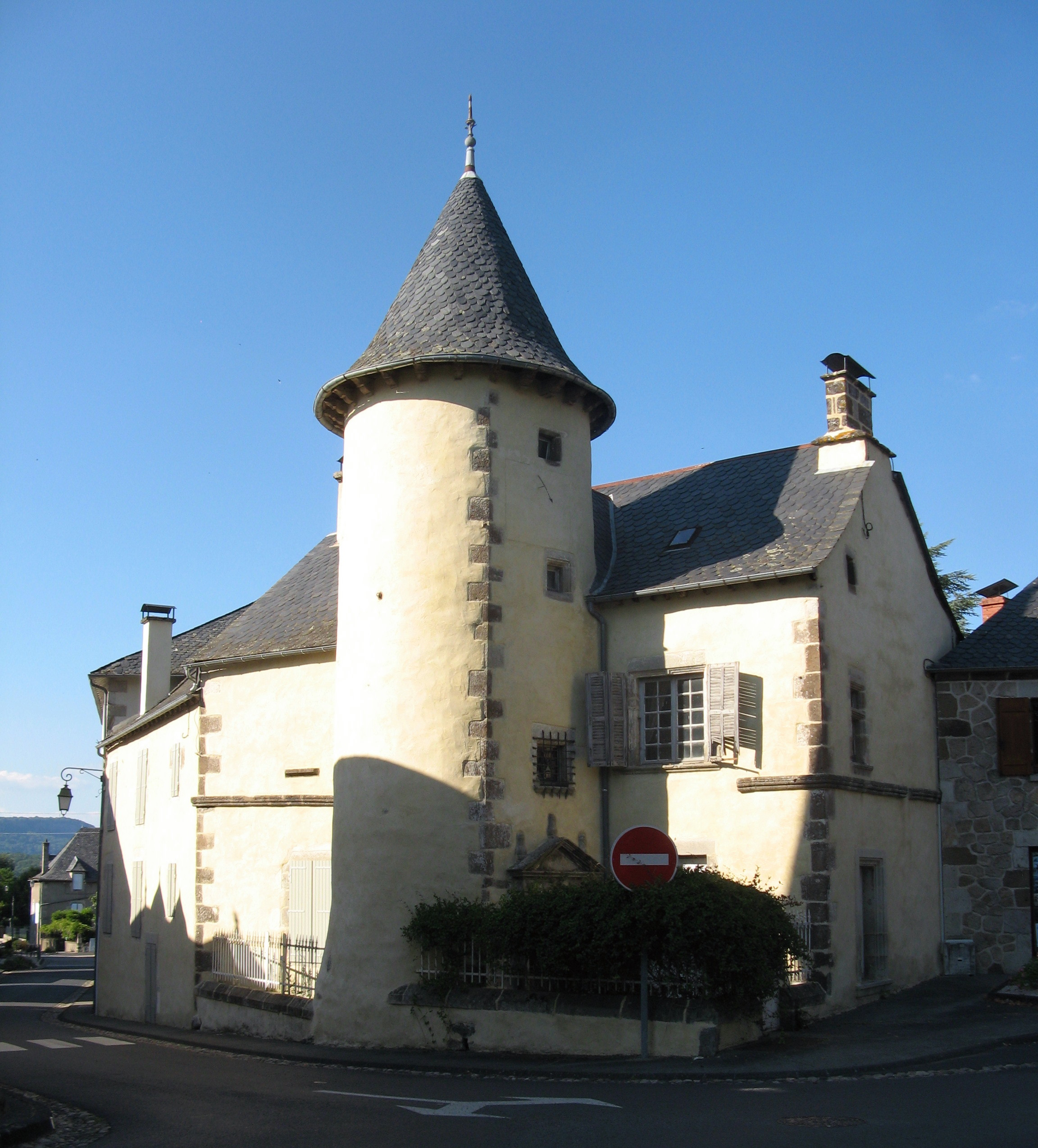
Maison du XVIe siècle.
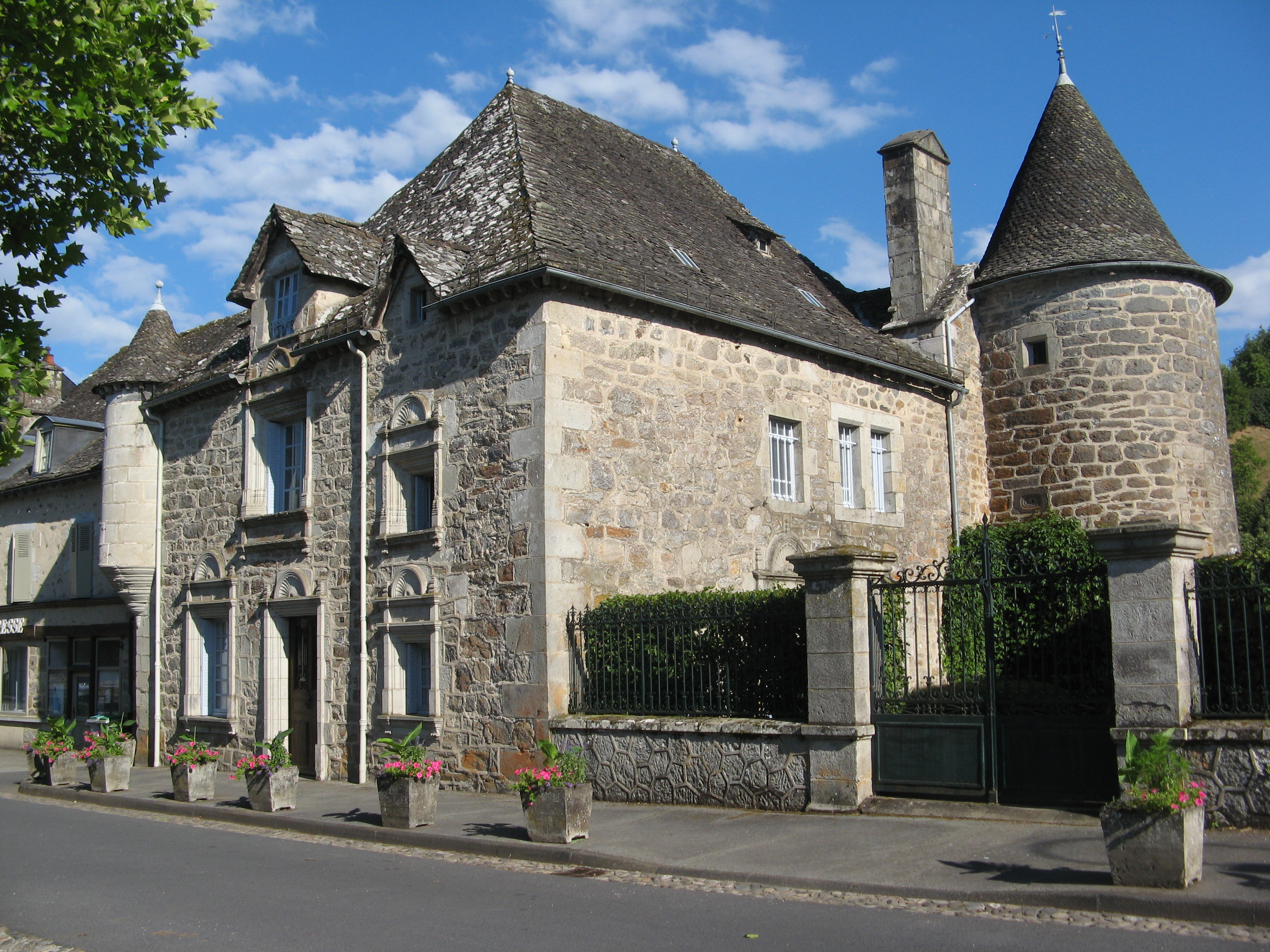
Maison du XVIe siècle remaniée vers 1900.

- La mairie[19] réalisée suivant les plans de Loiselot, architecte à Ussel (Corrèze). Le bâtiment est terminé en 1896. La municipalité s'y installe en août 1897.
- L'ancienne villa des Roses, actuel Relais arverne[20]. Le bâtiment a été terminé en 1891.
- Plusieurs maisons du XVIe siècle bordent la place de l'Église dont deux figurent à l'inventaire général du patrimoine culturel[21],[22].
- École Notre-Dame-du-Château servant pendant les grandes vacances de bâtiment à la colonie des Genêts à compter des années 1960 pour les enfants et jeunes adolescents des écoles catholiques de Vendée, dont celles de Challans et des Sables d'Olonne[23].

### Personnalités liées à la commune
- Baptiste Marrou (1862 à Saignes - 1950 à Clermont-Ferrand), homme politique, maire de Ceyrat, député du Puy-de-Dôme de 1909 à 1927 et sénateur de 1927 à 1936.
- Le baron Pierre de Vaublanc a fondé, entre les deux guerres mondiales, la première Cave coopérative des laitiers des Monts d'Auvergne à Saignes. Cette coopérative, aujourd'hui disparue, a contribué à l'expansion de la fourme en France, sous l'appellation de cantal.

### Héraldique
| Blason de Saignes | Blason  | D'azur à la tour d'argent ouverte, ajourée et maçonnée de sable, accompagnée de sept fleurs de lys d'or ordonnées 2, 2, 2 et 1. |
| Blason de Saignes | Détails | Le statut officiel du blason reste à déterminer.                                                                                |